# Have Yourself a Merry Little Christmas
"Have Yourself a Merry Little Christmas", một ca khúc được viết bởi Hugh Martin và Ralph Blane, được giới thiệu bởi Judy Garland trong bộ phim nhạc kịch của MGM năm 1944 là Meet Me in St. Louis. Frank Sinatra sau này đã thu âm một phiên bản với một vài lời ca được sửa đổi. Năm 2007, ASCAP xếp "Have Yourself a Merry Little Christmas" đứng thứ ba trong số các ca khúc về Giáng sinh được biểu diễn nhiều nhất, trong vòng năm năm trước đó, mà được viết bởi các nhạc sĩ là thành viên của ASCAP.
Năm 2004, nó xếp thứ 76 trong AFI's 100 Years...100 Songs, bảng xếp hạng của những ca khúc hàng đầu trong nền điện ảnh Mỹ.

## Meet Me in St. Louis
Ca khúc được viết trong khi Martin đang nghỉ dưỡng trong một căn hộ tại vùng gần Southside ở Birmingham, Alabama, mà bố của ông là Hugh Martin thiết kế cho mẹ của ông như một ngôi nhà ở nông thôn dành cho tuần trăng mật. Nằm tại số 1919 South 15th Avenue (chỉ phải đi dọc tuyến phố từ nơi sinh của ông tại số 1900 South 14th Avenue), căn hộ đó là nhà của Martin và gia đình ông vào năm 1923. Bài hát đầu tiên xuất hiện trong một cảnh trong Meet Me in St. Louis, trong đó một gia đình đang rối bời bởi những kế hoạch của người cha để chuyển tới thành phố New York City cho việc xúc tiến cho công việc, bỏ lại đằng sau ngôi nhà thân thương tại St. Louis, Missouri, ngay trước khi một Triển lãm thế giới năm 1904 kéo dài bắt đầu. Trong một cảnh thiết lập vào đêm Giáng sinh, nhân vật của Judy Garland, Esther, hát ca khúc này để động viên người em gái năm tuổi đang thất vọng, Tootie, do Margaret O'Brien thủ vai.

## Ca từ
Một vài lời bài hát gốc được Martin sáng tác đã bị từ chối trước khi bộ phim được khởi quay. Chúng là:
Have yourself a merry little Christmas

It may be your last

Next year we may all be living in the past

Have yourself a merry little Christmas

Pop that champagne cork

Next year we may all be living in New York

No good times like the olden days

Happy golden days of yore

Faithful friends who were dear to us

Will be near to us no more

But at least we all will be together

If the Lord allows

From now on, we'll have to muddle through somehow

So have yourself a merry little Christmas now
Dịch nghĩa:

Hãy thưởng thức một Giáng sinh vui vẻ nhỏ nhoi của riêng mình

Đây có thể là lần cuối

Năm sau chúng ta đều có thể sống trong quá khứ

Hãy thưởng thức một Giáng sinh vui vẻ nhỏ nhoi của riêng mình

Bật nút sâm panh

Năm sau chúng ta đều có thể sống ở New York

Không còn những khoảng thời gian tốt đẹp ngày nào

Những ngày tháng vàng son hạnh phúc ngày xưa

Những người bạn chân thành thương yêu chúng ta

Sẽ không còn ở gần ta nữa

Nhưng ít nhất chúng ta đều có thể ở bên nhau

Nếu ơn trên cho phép

Từ bây giờ, chúng ta sẽ phải rối bời vì điều gì đó

Nên bây giờ hãy thưởng thức một Giáng sinh vui vẻ nhỏ nhoi của riêng mình
Khi trình bày với bản thảo lời bài hát ban đầu, Garland, đồng diễn viên chính Tom Drake và đạo diễn Vincente Minnelli đã chỉ trích bài hát vì gây cảm giác đau buồn, và yêu cầu Martin thay đổi ca từ.
Mặc dù ban đầu cực lực phản đối, Martin đã thay đổi ở vài điểm để giúp cho ca khúc lạc quan hơn. Ví dụ, dòng "It may be your last / Next year we may all be living in the past" được viết lại thành "Let your heart be light / Next year all our troubles will be out of sight" ("Hãy để trái tim em được sáng lên / Năm sau tất cả rắc rối của chúng ta sẽ không còn gây trở ngại nữa"). Phiên bản ca khúc này của Garland, cũng được phát hành như một đĩa đơn của Decca Records, trở nên nổi tiếng trong lực lượng quân đội Hoa Kỳ phục vụ trong Chiến tranh thế giới thứ hai; phần trình diễn của bà tại Hollywood Canteen đã khiến nhiều người lính không cầm được nước mắt.
Năm 1957, Frank Sinatra đã yêu cầu Martin sửa lại dòng "Until then we'll have to muddle through somehow." Ông nói với Martin, "Tên gọi album của tôi là A Jolly Christmas. Anh có nghĩ rằng anh có thể làm cho dòng ấy vui tươi (jolly) trở lên vì tôi không?" Lời mới mà Martin đặt là "Hang a shining star upon the highest bough" ("Treo một ngôi sao sáng trên cành cây cao nhất"). Martin đã thực hiện một vài sửa đổi khác nữa, thay đổi trọng tâm của ca khúc sang một lời tán dương hạnh phúc hiện tại, chứ không phải là dự đoán một tương lai tốt đẹp hơn. Trong The Judy Garland Show Christmas Special, Garland hát ca khúc này cho các con của bà là Joey và Lorna Luft với phần lời đã sửa đổi của Sinatra.
Phần lời mà Garland hát trong Meet Me in St. Louis đã được thu âm với một số biến đổi nhẹ bởi một số lượng các nghệ sĩ, bao gồm Sinatra (trong các đĩa đơn thu âm năm 1950 và 1963), Bing Crosby (trong I Wish You a Merry Christmas), Doris Day (trong The Doris Day Christmas Album), Ella Fitzgerald (trong Ella Wishes You a Swinging Christmas), The Pretenders (trong tuyển tập đầu tiên của họ A Very Special Christmas), James Taylor (trong October Road), và Luther Vandross (trong This Is Christmas).
Năm 2001, Martin, thỉnh thoảng hoạt động như là một nghệ sĩ dương cầm với các đoàn mục sư tôn giáo từ thập niên 1980, đã viết một phiên bản thiết lập hoàn toàn mới cho lời bài hát với John Fricke, "Have Yourself a Blessed Little Christmas," một phiên bản tôn giáo theo tiêu chuẩn Giáng sinh thế tục. Ca khúc được thu âm với giọng ca Phúc âm nữ Del Delker với Martin hợp sức với cô bằng piano.
Năm 2002, ca sĩ chính của NewSong là Michael O'Brien chú thích dòng "through the years, we all will be together if the Lord allows," là một phần của ca khúc gốc, đã bị chịu sự cân nhắc về ngôn từ, và thay bằng cụm "if the fates allow" ("nếu số mệnh cho phép") để loại bỏ tham chiếu về mặt tôn giáo khi ra mắt ca khúc, mặc dù một cách trớ trêu, Fates (Thần số mệnh) chính là tên gọi của những nữ thần trong các tôn giáo cổ đại của châu Âu. Ông chú thích rằng trong khi một mục sư ở một nhà thờ tại California gặp Martin năm 1990, người chơi piano tại nhà thờ mà O'Brien đang phục vụ vào một buổi tối, và người mục sư đã nói, "Đây là cách mà ban đầu tôi viết nó, nên tôi muốn anh hát nó theo cách này." 

## Tranh chấp về sự hợp tác sáng tác
Mặc dù Ralph Blane được ghi danh với việc viết nhạc cho nhiều ca khúc của Martin, Martin tuyên bố trong cuốn tự truyện của mình rằng ông đã viết cả phần nhạc và lời cho tất cả các bài hát trong Meet Me In St. Louis và rằng "tất cả những ca khúc được gọi là của Martin và Blane, (trừ Best Foot Forward), được viết hoàn toàn bởi tôi (solo) mà không có sự giúp đỡ từ Ralph hay bất cứ ai khác."  Lời giải thích của ông cho việc cho phép Blane được ghi danh tương đồng cho các ca khúc là: "Tôi đã hài lòng một cách hợp lý để cho phép anh ta có sự ghi danh tương đồng trên màn ảnh, trong các bản nhạc, các khoản tiền bản quyền của ASCAP, etc., chủ yếu vì tình hình kỳ lạ này là do sự thiếu nhạy bén trong kinh doanh một cách ngây thơ và tồi tệ của tôi."

## The Victors
Phiên bản thu âm lần ba của Frank Sinatra cho ca khúc này, được hỗ trợ bởi nhà biên khúc nổi tiếng Hollywood Gus Levene và dàn nhạc của ông, được sử dụng một cách đầy tranh cãi bởi đạo diễn Carl Foreman trong bộ phim phản chiến năm 1963 của ông The Victors như phần nhạc phim làm nền (bên cạnh bài hát mừng "Hark! The Herald Angels Sing") cho phiên hành hình bằng cách xử bắn của một lính G.I. đào ngũ giữa một cánh đồng ảm đạm có tuyết rơi vào đêm Giáng sinh – một khung cảnh lấy cảm hứng từ phiên hành hình có thực của binh nhất Eddie Slovik vào năm 1945. Nhà phê bình phim của tờ The New York Times, trong khi thừa nhận sức mạnh của cảnh này, phàn nàn rằng "bản thân phương án gần như đủ giả dối và đa cảm như những gì [Foreman] đang cố chế giễu".

## Phiên bản của Sam Smith
Ngày 6 tháng 12 năm 2014, ca sĩ người Anh Sam Smith đã ra mắt một phiên bản cover của ca khúc. Ca khúc này ra mắt tại vị trí thứ 90 của bảng xếp hạng Billboard Hot 100, đánh dấu lần đầu tiên một phiên bản của ca khúc lọt vào Hot 100. Tại Úc, ca khúc lọt vào bảng xếp hạng tại vị trí thứ 63, lần thứ hai một phiên bản của ca khúc lọt vào bảng xếp hạng, sau khi phiên bản của Michael Bublé đạt thứ hạng 98 năm 2011.

### Danh sách bài hát
- Tải nhạc kỹ thuật số[17]

1. "Have Yourself a Merry Little Christmas" – 2:50

### Xếp hạng
| Chart (2014–16)                        | Peak position |
| -------------------------------------- | ------------- |
| Australia (ARIA)                       | 63            |
| Bỉ (Ultratip Flanders)                 | 53            |
| Canada (Canadian Hot 100)              | 66            |
| Canada AC (Billboard)                  | 8             |
| Canada Hot AC (Billboard)              | 49            |
| Cộng hòa Séc (Singles Digitál Top 100) | 96            |
| Ireland (IRMA)                         | 82            |
| Hà Lan (Single Top 100)                | 33            |
| Scotland (OCC)                         | 57            |
| Slovakia (Singles Digitál Top 100)     | 68            |
| Anh Quốc (OCC)                         | 65            |
| Hoa Kỳ Billboard Hot 100               | 90            |
| Hoa Kỳ Adult Contemporary (Billboard)  | 6             |
| US Holiday 100 (Billboard)             | 9             |